# Théâtre Paris-Villette
Le Théâtre Paris-Villette est un théâtre créé en 1986, dans le parc de la Villette, à Paris (19e arr.). Il est dirigé depuis 2013 par Valérie Dassonville et Adrien de Van.

## Historique

### Du Théâtre Présent (1972-1986) au Théâtre Paris-Villette (1986-2012)
Fondé en 1986, le Théâtre Paris-Villette est un théâtre d’arrondissement subventionné par la Mairie de Paris et implanté dans l'ancien Pavillon de la Bourse aux cuirs du Parc de la Villette. Il remplace le théâtre Présent, créé en 1972 alors que les abattoirs de la Villette fonctionnent encore. 
Il a pour mission de promouvoir la création contemporaine. Parallèlement à la programmation, le Paris-Villette développe un travail de proximité dans le quartier du 19e arrondissement afin de favoriser la relation entre artistes et publics. Comédiens ou metteurs en scène dirigent tout au long de l’année des ateliers de jeu, d’écriture, de lecture avec des jeunes, des individuels ou des associations.
À partir de 2006, le Paris-Villette initie un nouveau projet artistique qui a vu le jour : « X-réseau ». Considérant le réseau internet comme un nouvel espace à conquérir pour les arts vivants, comme une nouvelle scène, une autre salle de théâtre, qui appelle à des écritures dramatiques spécifiques, « X-réseau » réunit des créateurs, des chercheurs et des penseurs qui ensemble dessinent cet espace sur le web et y convoquent tous les publics.
En septembre 2010, faute d'investissement de la ville, le directeur du théâtre décide de ne proposer qu'une demi-saison à partir de janvier 2011. Le 27 septembre 2012, la conseillère[Qui ?] de Bertrand Delanoë annonce au personnel technique, administratif et artistique la suppression de toute subvention de la ville et la fermeture immédiate du théâtre. Un comité de spectateurs pour le soutien au théâtre Paris-Villette se constitue le 6 octobre. Avec les salariés, les artistes programmés, il adresse à la Mairie de Paris ses exigences.
Plusieurs élus de la Ville de Paris s'opposent à la décision de la mairie et déposent une requête avec le Front de gauche. Plusieurs personnalités du monde du spectacle défendent le TPV : Claire Lasne, Joël Pommerat, Peter Brook, Stéphane Braunschweig, Alain Françon, Luc Bondy, Jean-Pierre Vincent, Vincent Baudrier, Hortense Archambault, Olivier Py, Stanislas Nordey écrivent à plusieurs reprises dans la presse pour défendre le TPV,,. La Mairie de Paris et le ministère de la Culture reçoivent les équipes du TPV sans donner suite à leurs revendications. Bruno Julliard, maire adjoint à la culture de Paris défend dans la presse la position de la ville. Le comité décide alors de lancer un appel : « Nous sommes les habitants du théâtre Paris-Villette ». Le conflit se prolonge par une journée de veille le 24 novembre 2012 pendant laquelle se déroule un débat sur les « canards boiteux ». Le théâtre ferme néanmoins le 15 décembre 2012 et un appel à projets est lancé, tourné vers la création contemporaine.

### Le Théâtre Paris-Villette nouvelle génération (depuis 2013)
Le 9 juillet 2013, la Ville de Paris confie à Valérie Dassonville et Adrien de Van la mission de continuer à faire vivre le Théâtre Paris-Villette. Leur premier désir est que ce lieu reste le théâtre de création exigeant, attentif aux équipes et aux formes nouvelles, qui fonde son histoire ; un lieu ouvert aux compagnies où les artistes travaillent et se croisent. Il a pour objectif de fédérer les énergies artistiques comme les publics, et de s’adresser à tous : familles, adultes, enfants, adolescents. 
Depuis 2016, le Théâtre Paris-Villette a également repris la direction du Grand Parquet (situé sur l’esplanade des Jardins d’Éole dans le 18e arrondissement). Ce nouveau projet met les équipes artistiques au centre du fonctionnement du lieu. Véritable maison d’artistes, le Grand Parquet accueille tout au long de l’année des équipes en résidence (choisies sur appel à projets) pour des temps de création et de recherche.

## Direction
- Valérie Dassonville et Adrien de Van

## Informations pratiques
- Parc de la Villette 211, avenue Jean Jaurès 75019 Paris
- Métro : Porte de Pantin (Ligne 5)
- Situé derrière le Conservatoire national supérieur de musique et de danse de Paris et à la gauche de la Grande halle de la Villette.